# Sułak
Sułak (ros. Сулак) – rzeka w europejskiej części Rosji, na terenie Dagestanu.
Rzeka powstaje z połączenia rzek Awarskoje Kojsu i Andijskoje Kojsu, których źródła znajdują się w Wielkim Kaukazie. W górnym biegu płynie wąwozami, w kierunku północnym. W dolnym wypływa na równinę i skręca na wschód. Za miejscowością Sułak uchodzi do Morza Kaspijskiego. Nad rzeką położone jest miasto Kiziljurt.
Długość rzeki wynosi 144 km, a powierzchnia dorzecza – 15 200 km².
Na rzece zbudowanych zostało kilka elektrowni wodnych, w tym największa – Czyrkiejska. Rzeka wykorzystywana jest do nawadniania pól.